# Changchub Gyaltsen
Changchub Gyaltsen (1302-1364/1371) was de oprichter van de Phagmodru-dynastie en maakte het tot de leidende dynastie in Tibet, die uiteindelijk tachtig jaar over Tibet zou heersen van 1354 tot 1435.
Changchub Gyaltsen was de Phagmodru Tripon of Nedong Ghongma die in 1354 de sakya trizin-vorsten omver wierp die zich hadden kunnen vestigen met behulp van de Mongoolse khans uit de Yuan-dynastie. Hij werd hiermee de heerser over geheel U-Tsang (Centraal-Tibet), kort voor de Ming-dynastie in China werd gevestigd. Hij en zijn opvolgers regeerden meer dan tachtig jaar totdat hun macht werd overgenomen door de Rinpung-dynastie.
Als vorst toonde Changchub Gyaltsen zich bekwaam door de glorie van het Tibetaanse rijk tijdens Songtsen Gampo te laten herleven en de onafhankelijkheid te bewaren van zowel de Yuan- als de Ming-dynastie. Hij mat zich de Tibetaanse titel desi aan, reorganiseerde de dertien tienduizendschappen in Tibet, schafte de Mongoolse wetgeving af ten gunste van de oude Tibetaanse wetgeving en verruilde de Mongoolse hofkleding voor traditionele Tibetaanse tenue.
- Gemeinsame Normdatei: 1052918662
- International Standard Name Identifier: 0000 0000 8234 8123
- Library of Congress Control Number: n91017088
- Système universitaire de documentation: 189294043
- Virtual International Authority File: 53323798
- WorldCat: E39PBJfCqJqq3FDkcjkKMbvj4q